# Зайцев, Илья Владимирович
Илья́ Влади́мирович За́йцев (род. 12 августа 1973, Москва) — российский историк-востоковед, доктор исторических наук, с 2016 года по 2018 год и. о. директора ИНИОН РАН. Профессор РАН (2018). С 2018 заместитель директора Государственного Музея Востока.

## Биография
Родился в Москве в семье Владимира Сергеевича Зайцева (г.р.1942), профессора Московского горного института, кандидата технических наук, и Зои Александровны Зайцевой (г.р.1936).
Окончил Историко-архивный институт РГГУ (1995) и аспирантуру Института востоковедения РАН (1998).
- Кандидат исторических наук (1999, диссертация — «Документальные источники по истории отношений постордынских тюркских государственных образований с Россией и Османской империей. XV — первая пол. XVI вв.»). Защищена в 1998 г. в Институте востоковедения РАН.
- Докторская диссертация — «Крымская историографическая традиция XV—XIX вв.: рукописи, тексты и их источники» (2011). Защищена 6 декабря 2011 г. в Российской академии государственной службы.

Супруга Зайцева Елизавета Павловна, психолог. Две дочери Александра и Василиса, сын Платон.

## Научная деятельность
В 1998 г. начал свою трудовую деятельность как младший научный сотрудник Отдела истории Востока ИВ РАН, с 2000 по 2005 научный сотрудник/старший научный сотрудник Отдела истории Востока ИВ РАН.
- С 2005—2009 гг. — заместитель директора Института Востоковедения РАН под руководством Р. Б. Рыбакова
- 2009—2011 гг. — заведующий Научно-издательским отделом ИВ РАН.
- С 2007 г. — заведующий Центром восточных культур ВГБИЛ им. М. И. Рудомино;
- 2012—2016 гг. — советник по научной деятельности Генерального директора Библиотеки иностранной литературы им. М. И. Рудомино. Работал под руководством Е. Ю. Гениевой
- С 9 июня — по декабрь 2014 г. — заместитель генерального директора Бахчисарайского историко-культурного заповедника (БИКЗ)[6].
- С 2014 года — доцент кафедры стран Центральной Азии и Кавказа Института стран Азии и Африки МГУ им. М. В. Ломоносова.
- Весна 2018 года — получил почётное учёное звание профессора РАН[7].

## Основные работы

### Монографии
- Зайцев И. В. Между Москвой и Стамбулом: Джучидские государства, Москва и Османская империя (начало XV – первая половина XVI вв.) : очерки / Центр восточ. культур ВГБИЛ им. М. И. Рудомино, Ин-т востоковедения РАН. — М.: Рудомино, 2004. — 216 с. — ISBN 5-7380-0202-4.
- Зайцев И. В. Астраханское ханство. — М.: Издательская фирма «Восточная литература», 2004. — 304 с.
- Зайцев И. В. Арабские, персидские и тюркские рукописи Отдела редких книг и рукописей Научной библиотеки Московского государственного университета: Каталог. — М.: Рудомино, 2006. — 157, 40 с.
- Зайцев И. В. Астраханское ханство. — 2-е изд., испр. — М.: Издательская фирма «Восточная литература», 2006. — 304 с. — ISBN 5-02-018538-8.
- Зайцев И. В. Арабские, персидские и тюркские рукописи и документы в Архиве Российской академии наук: Каталог. — М.: ИВ РАН, 2008. — 43 с.
- Зайцев И. В. Крымская историографическая традиция XV-XIX веков: Пути развития. Рукописи, тексты и источники. — М.: Издательская фирма «Восточная литература», 2009. — 304 с. — ISBN 978-5-02-036419-6.

### Статьи
- Крымские ханы: портреты и сюжеты // Восточная коллекция. Весна 2003. С. 86-93.
- Шейх-Ахмад — последний хан Золотой Орды (Орда, Крымское ханство, Османская империя и Польско-Литовское государство в начале XVI в. // От Стамбула до Москвы. Сборник статей в честь 100-летия профессора А. Ф. Миллера. М., 2003. С. 31-52.
- «Позабыв Бога и наше жалованье, и свою душу» (Приключения князя Семена Федоровича Бельского) // Ad Fontem/У источника. Сборник статей в честь Сергея Михайловича Каштанова. М.,2005. С. 298—317.
- Zajcev Il’ja. Notes on the Golden Horde Diplomatic Ceremonial: The Origin of the Word Koreš in Russian Slang // Acta Orientalia Academiae Scientiarum Hungaricae. Vol. 58 (2005). № 3. P. 295—298.
- Zaytsev I. The Structure of the Giray Dinasty (15th-16th centuries): Matrimonial and Kinship Relations of the Crimean Khans // Kinship in the Altaic World. Proceedings of the 48th Permanent International Altaistic Conference. Moscow. 10-15 July, 2005. Edited by Elena V. Boikova and Rostislav B. Rybakov. Wiesbaden, 2006. P. 342—353.
- Письменная культура Крымского ханства // Восточный Архив, 2006, № 14-15. С. 87-93.
- Ода Бахчисараю (крымско-татарский тюрки из анонимного османского джонка) // Basileus. Сборник статей, посвященный 60-летию Д. Д. Васильева. М.,2007. С. 157—163.
- Арабские, персидские и тюркские рукописи и документы московских собраний: итоги и перспективы изучения (опыт справочно-библиографического указателя) // Письменные памятники Востока. № 2(7). 2007. С. 252—278.
- Семья Хаджи-Гирея // Altaica XII. М.,2007. C. 64-71.
- Крымское ханство в XV—XVI веках // Очерки истории исламской цивилизации. Т. 2. Под общей редакцией Ю. М. Кобищанова. М.,2008. С. 143—146.
- Польско-литовские татары // Очерки истории исламской цивилизации. Т. 2. Под общей редакцией Ю. М. Кобищанова. М.,2008. С. 146—148.
- Крымские ханы в ссылке на Родосе // Восточная коллекция. Лето 2009. № 2 (37). С. 96-101.
- Собрание османских рукописей в Москве // Наука в России. Июль-август, № 4, 2009. С. 63-67.
- Отец Мамая // Мамай. Опыт историографической антологии. Казань, 2010. С. 198—205.
- Крымское ханство: вассалитет или независимость? // Османский мир и османистика. Сборник статей к 100-летию со дня рождения А. С. Тверитиновой (1910—1973). М., 2010. С. 288—298.
- Zaytsev Ilya. The Crimean Khanate between Empires: Independence or Submission // Empires and Peninsulas. Southeastern Europe between Karlowitz and the Peace of Adrianople, 1699—1829. P.Mitev, M.Baramova, V.Racheva (eds.). Münster, Lit Verlag, 2010. P. 25-27.
- Зайцев И. «История татарских ханов, Дагестана, Москвы и народов Дешт-и Кипчака» Ибрахима б. Али Кефеви. Компиляция или подделка? // Фальсификация исторических источников и конструирование этнократических мифов. М., 2011. С. 198—207.
- Zaytsev İlya, Demiroğlu Hasan. Rusya İlimler Akademisi Arşivi’nde Bulunan Türk ve Türk Halklarıyla İlgili Bazı Arşiv Belgelerinin Tanıtılması // Trakya Üniversitesi Edebiyat Fakültesi Dergisi. Cilt 1, Sayı 1. Ocak 2011. Edirne. S. 74-87.

## Документальное кино
- Один из авторов фильма «Древние Тюрки»[8]

| - Час истины. тема: Откуда пошли русские государи? - Час истины. тема: Великий Тюркский каганат - Час истины. Монголы — Чингизхан — Орда | - История Крымского ханства. Часть 1. - История Крымского ханства. Часть 2. - Лекция Традиционная исламская рукописная книга: приемы и техника оформления |